# 交響譚詩
交響譚詩（こうきょうたんし、伊: Ballata sinfonica）は、日本の作曲家伊福部昭が作曲した管弦楽曲。伊福部の代表曲の1つとして知られる。急・緩2つの楽章から成る。

## 作曲の経緯
東京・羽田の日本軍秘匿実験施設で蛍光塗料研究とされた戦時科学研究（日本の原子爆弾開発を参照）の放射線障害で1942年に病没した次兄・勲の追悼のため作曲され、1943年春に脱稿。同年、日本ビクター主催のレコード化を条件としたコンクールである第2回管弦曲懸賞募集に応募、第1位となる。またそのSPレコード（東京交響楽団、山田和男指揮）が1943年度文部大臣賞を受賞する。同年11月20日、日比谷公会堂にて初演（東京交響楽団、山田和男指揮）。なお、ここでの「東京交響楽団」は戦後の同名団体とは異なり、現在の東京フィルハーモニー交響楽団に繋がる団体である。

## 編成
持ち替えを伴った2管編成。戦時中によりオーケストラ団員が不足のため、こういった編成を採用したと言われる。
木管楽器
- フルート2（第2奏者はピッコロ持ち替え）
- オーボエ2（第2奏者はコーラングレ持ち替え）
- クラリネット2（第2奏者はバスクラリネット持ち替え）
- ファゴット2

金管楽器
- ホルン4
- トランペット2
- トロンボーン3
- チューバ1

打楽器
- ティンパニ1

その他
- ハープ1

弦楽器
- 弦五部

## 曲の構成
2つの楽章から成る。それぞれの楽章には、『第一譚詩』『第二譚詩』という名前が与えられている。『第一譚詩』では、主題の反復を嫌っていた伊福部が唯一書いたソナタ形式の作品だが、教会旋法などを駆使した個性豊かな作品となっている。『第二譚詩』では、チェレプニン賞に応募の際にカットされた日本狂詩曲の第1楽章「じょんがら舞曲」の素材が転用されている。交響曲を指向した内容になっている。
- 第一譚詩 (Allegro capriccioso)
- 第二譚詩 (Andante rapsodico)